# Segersjön, Södermanland
Segersjön är en liten sjö mellan samhällena Uttran och Segersjö i Botkyrka kommun. Sjön är grund och omges av gräsplaner och tomter. Den används som badsjö, och på Segersjösidan finns en liten sandstrand samt grillplats och brygga.

## Natur
I sjön finns vass och hornsärv samt gul och vit näckros. Här finns även i mindre utsträckning vattenväxter som svalting, jättegröe, rostnate, gräsnate och gäddnate. Fiskar som finns i sjön är bland annat gädda och mört.

## Kultur
Vid Segersjön byggdes många av de tidigaste villorna i Uttran; bland annat bodde skulptören och löjtnanten John Runer i den så kallade Rungården mellan 1909 och sin död 1945. Andra hus från Uttrans ursprungliga bebyggelse är Larsbo, Skogsbergs och Tornvillan.